# 세노오 아이코
세노오 아이코(일본어: 妹尾 あいこ)는 애니메이션 꼬마마법사 레미 시리즈에 등장하는 마법소녀이다.

### 내용
1. ↑  성씨인 ‘세노오’는 妹(せの)+尾(お)의 조합이며, 일본어의 한글 표기에서 한자 사이는 연음하지 않으므로, ‘세노 아이코’는 잘못된 표기이다.